# Шварц В'ячеслав Григорович
В'ячеслав Григорович Шварц (рос. Вячеслав Григорьевич Шварц; 4 жовтня 1838, Курськ — 10 квітня 1869, Курськ) — російський художник, основоположник історико-побутового жанру в російському живописі; академік Петербурзької академії мистецтв з 1865 року, член Імператорської археологічної комісії.

## Життєпис
Народився 22 вересня [4 жовтня] 1838 року в місті Курську (нині Росія) в сім'ї генерала Григорія Шварца. Сім'я мешкала в будинку на вулиці Ртищевській (нині Радянська; на його місці нині середня школа № 18). З трирічного віку мешкав із батьками на Кавказі за місцем проходження служби батька; з 1846 року — у родовому маєтку «Верховий Білий колодязь» Щигрівського повіту Курської губернії (нині село Білий Колодязь Колпнянського району Орловської області). У 1847 році зарахований у пажі до Високого Двору.
Протягом 1853—1859 років навчався в Олександрівському ліцеї, який закінчив із золотою медаллю. У 1859—1863 роках продовжив навчання у батальному класі Петербурзької академії мистецтв, де був учнем Федора Бруні, Богдана Віллевальде. Водночас протягом трьох років був вільним слухачем історико-філологічного факультету Петербурзького університету, де слухав лекції професора історії Миколи Костомарова, які справили вирішальний вплив формування його, як історичного живописця. У 1861 році удосконалювався в живописі в Німеччині, де брав уроки у Вільгельма Каульбаха; у 1863—1864 роках — у Франції, де навчався у Жана-Луї Мейссоньє. 1867 року вдруге побував у Франції як урядовий комісар російського художнього відділу на Всесвітній виставці Парижі. За організаторську діяльність на цій посаді Французький уряд нагородив його орденом Почесного легіону.
В останні роки життя проживав поперемінно в Санкт-Петербурзі, Курську, в маєтку «Верховому Білому колодязі». У лютому 1868 року вийшов у відставку в чині колезького радника, і був обраний предводителем дворянства Щигрівського повіту та речником Курських земських зборів. Помер у Курську 29 березня [10 квітня] 1869 року. Похований у родинній садибі в Білому Колодязі.

## Творчість
Працював у галузях станкового живопису та станкової графіки. Створював полотна на історичні та побутові теми. Серед робіт:
- «Посол князя Курбського Василь Шибанов перед Іваном Грозним» (1862, Івановський обласний художній музей);
- «Іван Грозний біля тіла вбитого ним сина в Олександрівській слободі» (картон, вугілля, крейда, 1861, Державний Російський музей; полотно, олія — 1864, Третьяковська галерея);
- «Вербне воскресіння у Москві за царя Олексія Михайловича. Хода патріарха на осляті» (1865);
- «Сцена з домашнього життя російських царів»[ru] (полотно, олія, 1865, Державний Російський музей);
- «В'їзд Шуйського та Делагарді до Москви» (друга половина 1860-х);
- «Патріарх Никон у Новому Єрусалимі» (1867, Третьяковська галерея);
- «Весіння поїздка цариці на богомілля за царя Олексія Михайловича» (полотно, олія, 1868, Третьяковська галерея).

Автор ілюстрацій до:
- поеми Михайла Лермонтова «Пісня про купця Калашникова» (туш, перо, 1862—1864, Третьяковська галерея);
- роману Олексія Толстого «Князь Срібний» (туш, перо, 1863—1865, Третьяковська галерея).

У Курській картинній галереї зберігається близько 30 робіт художника, в основному це етюди до картин, дитячі та ліцейські малюнки, барбізонські етюди, а також кілька картин, з часів навчання в Олександрівському ліцеї: «Макет акули», «Французькі солдати, що відстрілюються» (1857), тощо.

## Вшанування
- У Державному архіві Курської області зберігається велике зібрання документів сім'ї Шварца[3];
- На фасаді курської школи № 18 імені Олександра Сергеєва по вулиці Радянській, на місці якої стояв будинок, де народився художник, 4 жовтня 2007 року встановлено мармурову меморіальну дошку з його портретом[4][3].